# Třída Thetis
Třída Thetis jsou víceúčelové fregaty dánského královského námořnictva. Hlavním úkolem lodí jsou hlídkování, ochrana rybolovných pásem, průzkum a záchranné operace. Postaveny byly čtyři jednotky této třídy. Do služby byly zařazeny v letech 1991–1992.

## Stavba
Celkem byly v letech 1991–1992 do služby zařazeny čtyři fregaty této třídy, pojmenované Thetis (F357), Triton (F358), Vædderen (F359) a Hvidbjørnen (F360). Postavila je loděnice Svendborg Skibsvaerft ve Svendborgu.
Jednotky třídy Thetis:
| Jméno              | Spuštěna          | Dodání             | Status  |
| ------------------ | ----------------- | ------------------ | ------- |
| Thetis (F357)      | 14. července 1989 | 1. července 1991   | aktivní |
| Triton (F358)      | 16. března 1990   | 2. prosince 1991   | aktivní |
| Vædderen (F359)    | 21. prosince 1990 | 9. června 1992     | aktivní |
| Hvidbjørnen (F360) | 11. října 1991    | 30. listopadu 1992 | aktivní |

## Konstrukce

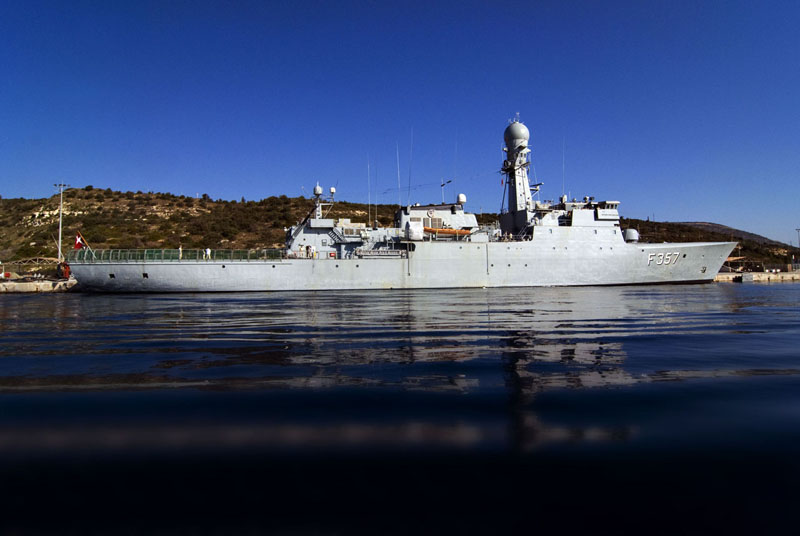
Thetis

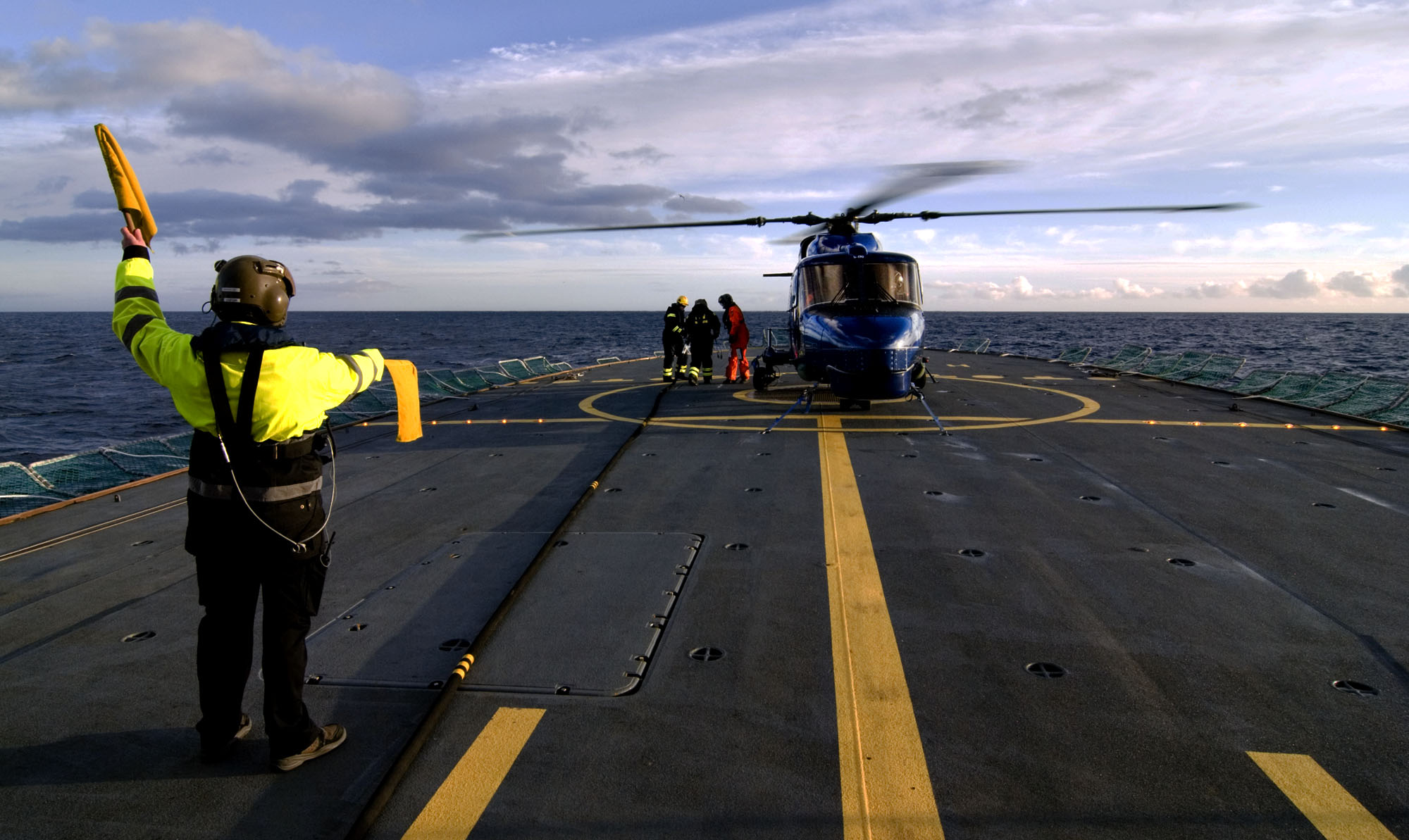
Palubní vrtulník Lynx

Fregaty jsou upraveny pro službu v Arktidě. Jejich příď je přizpůsobena k prorážení ledu a mají rovněž zesílený trup, umožňující jim plavbu v ledu silném až 80 cm. Na přídi fregat je umístěna dělová věž se 76,2mm kanónem OTO Melara Super Rapid, který doplňují ještě dva 20mm kanóny. Na zádi je přistávací plocha pro jeden vrtulník Westland Lynx. Trupový sonar je typu CTS 36 RDN. Nesou rovněž sonar s proměnlivou hloubkou ponoru typu Thales TMS 2640 Salmon. Pohonný systém tvoří tři diesely MAN B&W V28/32. Fregaty dosahují nejvyšší rychlosti 22 uzlů.